# Molí Alt de Santa Oliva
El Molí Alt de Santa Oliva és una obra del municipi de Santa Oliva (Baix Penedès) protegida com a bé cultural d'interès local.

## Descripció
Les restes del Molí Alt estan situades a l'extrem sud-oest del terme, al camí dels molins, que ressegueix el marge de la riera de la Bisbal que li subministrava l'aigua. Queden les façanes d'un gran edifici quadrat de tres alçades i una gran planta baixa. Així com els pisos superiors estan molt deteriorats i tenen un interès limitat, a la planta baixa es conserva, en molt bon estat, la cambra de moles. És un espai grandiós (6 x 10 metres d'ample i una alçada de 5 m), possiblement força més gran en el seu origen i ara semienterrat, construït totalment amb carreus ben tallats i encaixats. Formen una volta apuntada que arrenca directament dels murs. És evident l'entrada d'un cacau (turbina), però per les dimensions possiblement en tenia més. S'accedeix a la cambra per dues portes d'arc de mig punt de dovelles de pedra.

## Història
Tot i que les notícies més antigues són del segle xvi, tant el tipus de fàbrica com les marques de picapedrer permeten aventurar un origen ben anterior, probablement del segle xiv. A la façana nord és perfectament visible la gran esplanada, ara coberta de bardisses, que era la bassa del molí.
Tant el tipus de fàbrica com el model constructiu i fins les dimensions són molt semblants als Molins de la Vila, a Montblanc, ben coneguts i documentats, i datats fefaentment al segle xiv.